# Pseudoxyrhopus heterurus
Espèce
Synonymes
- Homalocephalus heterurus Jan, 1863

Statut de conservation UICN

 LC  : Préoccupation mineure
Pseudoxyrhopus heterurus est une espèce de serpents de la famille des Lamprophiidae. 

## Répartition
Cette espèce est endémique de Madagascar.

## Publication originale
- Jan, 1863 : Enumerazione sistematica degli ofidi appartenenti al gruppo Coronellidae. Archivio per la zoologia, l'anatomia e la fisiologia, vol. 2, no 2, p. 213-330 (texte intégral).